# Mubadala World Tennis Championship 2012
Il Mubadala World Tennis Championship 2012 è stato un torneo esibizione di tennis disputato su campi di cemento. Era la 4ª edizione dell'evento, e si è svolto dal 29 al 31 dicembre 2011. Hanno partecipato 6 giocatori fra i primi del mondo, con un montepremi in palio per il vincitore di 250.000 dollari. Il torneo si è tenuto all'Abu Dhabi International Tennis Complex di Zayed Sports City ad Abu Dhabi negli Emirati Arabi Uniti. Era un torneo di preparazione all'ATP World Tour 2012.

## Partecipanti
1. Novak Đoković ATP No. 1
2. Rafael Nadal ATP No. 2
3. Roger Federer ATP No. 3
4. David Ferrer ATP No. 5
5. Jo-Wilfried Tsonga ATP No. 6
6. Gaël Monfils ATP No. 15

- Le teste di serie sono basate sul ranking al 26 dicembre 2011.

## Campioni
Novak Đoković ha battuto in finale  David Ferrer per 6-2,6-1.